# بوم‌شناسی
بوم‌شناسی یا اِکولوژی (به فرانسوی: Écologie) (ترکیبی از کلمه یونانی: οἶκος به معنای «خانه» و پسوند یونانی: -λογία به معنای «مطالعه») شاخه‌ای از زیست‌شناسی است که با الگوهای مکانی و زمانی توزیع و فراوانی جانداران سروکار دارد و بررسی‌هایش شامل علیت (علت و معلول) رویدادها نیز می‌گردد. موضوعات مورد بررسی در بوم‌شناسی شامل تنوع زیستی، توزیع، زیست‌توده و جمعیت جانداران به‌علاوه همکاری و رقابت بین گونه‌ها می‌باشد. بوم‌سازگان (اکوسیستم‌ها)، برهمکنش پویای بین جانداران، اجتماعاتی که تشکیل می‌دهند و مؤلفه‌های غیرزنده محیطشان می‌باشند. فرآیندهای بوم‌سازه‌ای (اکوسیستمی) چون: تولید اولیه، خاک‌زایی، چرخش مواد مغذی و ساختار کنام، شار انرژی و ماده را در محیط تنظیم می‌کند. این فرایندها توسط موجوداتی با مشخصات خاصی در تاریخ زندگیشان پایدار می‌گردد.
بوم‌شناسی مترادف با «محیط زیست‌گرایی» یا «تاریخ طبیعی» نیست. بوم‌شناسی با شاخه‌های علمی چون: زیست‌شناسی فرگشتی، ژنتیک، رفتارشناسی جانوران رابطه نزدیک و همپوشانی دارد. یکی از تمرکزهای اصلی بوم‌شناسان ارتقاء فهم اثرات تنوع زیستی روی عملکرد بوم‌شناسانه است. بوم شناسان به دنبال توضیح این موارد هستند:
- فرایندها، برهمکنش‌ها و سازگاری‌ها
- حرکت مواد و انرژی در میان جوامع زنده
- توالی بوم‌شناختی بوم‌سازگان‌ها
- فراوانی و توزیع موجودات و تنوع زیستی در بستر محیط

بوم‌شناسی کاربردهای عملی در این موارد دارد: زیست‌شناسی بقا، مدیریت تالاب، مدیریت منابع طبیعی (بوم‌شناسی کشاورزی، کشاورزی، جنگل‌داری، دارکشت‌ورزی، شیلات)، طرح‌ریزی شهری (بوم‌شناسی شهری)، سلامت جمعی، اقتصاد، پژوهش‌های بنیادی، علوم کاربردی و برهمکنش‌های اجتماعی انسان‌ها (بوم‌شناسی انسانی). بوم‌شناسی، انسان‌ها را به‌عنوان جانداران مجزا مورد بررسی قرار نمی‌دهد. بوم‌سازگان متشکل از جانداران (شامل انسان) و منابعی است که به‌نوبه خود دارای بازخوردهای زیست‌فیزیکی بر روی اجزای زنده و غیرزنده سیاره زمین هستند. بوم‌سازگان دارای عملکردهایی است که از حیات پشتیبانی کرده و سرمایه‌های طبیعی چون زیست‌توده (غذا، سوخت، الیاف و دارو) را تولید کرده و نقش‌های متعدد دیگری چون تنظیم اقلیم، چرخه زیست-زمین-شیمیایی جهانی، فیلتر آب، خاک‌زایی، کنترل فرسایش، حفاظت از غذا را دارا بوده و از نظر علمی، تاریخی، اقتصادی یا ارزش‌های ذاتی حائز اهمیت است.
کلمه بوم‌شناسی (Ökologie) اولین بار در ۱۸۶۶ توسط دانشمند آلمانی ارنست هکل ابداء شد. تفکر بوم‌شناسانه مشتق‌شده از جریان‌های تثبیت‌شده‌ای در فلسفه، به‌خصوص از اخلاق و سیاست است. فیلسوفان یونان باستان چون بقراط و ارسطو بنیان‌های بوم‌شناسی را در مطالعاتشان روی تاریخ طبیعی بنا نهادند. بوم‌شناسی نوین در اواخر قرن ۱۹ میلادی تبدیل به علمی مستحکم بدل شد. مفهوم نظریه فرگشت به سازگاری و انتخاب طبیعی مربوط بوده و به سنگ‌بنای نظریه اقتصادی نوین تبدیل گشت.

## واژه‌شناسی
بوم‌شناسی در فارسی ترجمهٔ واژگانی از نام اروپایی آن یعنی اکولوژی است. واژهٔ اکولوژی از دو لغت یونانی «Oikos» به معنای بوم، خانه، بستر زیست یا محل زندگی و کلمه لوگوس (Logos) به معنی شناخت، علم یا دانش تشکیل شده‌است؛ بنابراین، از نظر ریشهٔ لغوی و معنای تحت‌اللفظی کلمات تشکیل‌دهنده، اکولوژی به معنی بررسی محل زندگی جانداران است ولی اصطلاحاً به «اثرات محیط بر موجودات زنده، اثرات موجود زنده بر محیط و روابط متقابل بین موجودات زنده» گفته می‌شود. اصطلاح اکولوژی را برای نخستین بار ارنست هکل، زیست‌شناس آلمانی در سال ۱۸۶۹ وضع کرده و بکاربرده‌است. اگرچه در اغلب مآخذ اکولوژیک، وضع کلمهٔ اکولوژی را به ارنست هکل نسبت می‌دهند، ولی کربس در سال ۱۹۷۸ در کتاب خود تصریح می‌کند که واژهٔ اکولوژی نخستین بار توسط هنری تورو در سال ۱۸۵۸ وضع و پیشنهاد شده‌است.

## تاریخچه
در سال ۱۸۵۹، ده سال پیش از وضع واژهٔ اکولوژی توسط ارنست هکل، اتین ژفروآ سن-ایلر، جانورشناس فرانسوی، واژه اتولوژی را برای «رشته‌ای که روابط بین محیط و موجودات زنده را بررسی می‌کند»، وضع و پیشنهاد کرده بود. واژهٔ اتولوژی از واژهٔ یونانی «ethos» به معنای «رفتار» مشتقّ شده‌است و بنابراین معنای اتولوژی از لحاظ ریشهٔ لغوی، کنش‌شناسی است.
کشمکش و جدال در بارهٔ بکاربردن واژه‌های اکولوژی و اتولوژی و ترجیح یکی از آن‌ها بر دیگری، سال‌ها ادامه داشت تا آنکه با تصویب مجامع علمی منعقده در طول سال‌های ۱۹۰۱ و ۱۹۰۲، واژهٔ اکولوژی به رسمیت پذیرفته شد. با این حال واژهٔ اتولوژی هنوز کاملاً منسوخ نیست، بلکه به تعبیری نوعی شاخهٔ فرعی در چهارچوب دانشی است که امروزه اکولوژی نامیده می‌شود. واژهٔ اتولوژی را اغلب در «بررسی واکنش‌های موجودات زنده در مقابل محیط بکار می‌برند». به ویژه در اکولوژی جانوران و انسان بحث‌های اتولوژی رواج بیشتری دارد، زیرا بخشی از واکنش جانوران و انسان در برابر عوامل و تغییرات محیط به صورت رفتار بروز می‌کند و گفتن واژهٔ اتولوژی برای بررسی رفتارها و واکنش‌های رفتاری جانداران، با توجه به ریشهٔ لغوی و معنای این واژه، کاملاً موجّه و منطقی است. متخصصان آمریکایی اغلب واژهٔ اتولوژی را به صورت ترکیب با واژهٔ اکولوژی به کار می‌برند و مباحثی را تحت عنوان «اکولوژی رفتارها و واکنش‌ها» (Ethological ecology) در مطالعات مربوط به اکولوژی جانوران و انسان مطرح می‌کنند. در مباحث روان‌شناسی، جامعه‌شناسی و مردم‌شناسی نیز واژهٔ اتولوژی و روش‌های بررسی و تحلیل رفتارها کاربرد دارد.